# Oona Laurence
Oona Laurence (New York, 1º agosto 2002) è un'attrice statunitense.

## Biografia
Newyorkese di nascita, Laurence ha debuttato come attrice bambina sul piccolo e sul grande schermo. Ha due sorelle, Aimée e Jeté, anche loro attrici.
Ha esordito a Broadway nel 2013 interpretando la protagonista Matilda in Matilda the Musical; ha vinto uno speciale Tony Award per la sua interpretazione insieme alle altre tre attrici con cui si alternava nella parte.

## Filmografia parziale
- I Smile Back, regia di Adam Salky (2015)
- Lamb, regia di Ross Partridge (2015)
- Southpaw - L'ultima sfida (Southpaw), regia di Antoine Fuqua (2015)
- Bad Moms - Mamme molto cattive (Bad Moms), regia di Jon Lucas e Scott Moore (2016)
- Il drago invisibile (Pete's Dragon), regia di David Lowery (2016)
- L'inganno (The Beguiled), regia di Sofia Coppola (2017)
- Bad Moms 2: Mamme molto più cattive (A Bad Moms Christmas), regia di Jon Lucas e Scott Moore (2017)
- Giovani e felici (Big Time Adolescence), regia di Jason Orley (2019)
- Lost Girls, regia di Liz Garbus (2020)
- What We Found, regia di Ben Hickernell (2020)
- Guida per babysitter a caccia di mostri (A Babysitter's Guide to Monster Hunting), regia di Rachel Talalay (2020)